# Leichtathletik-Europameisterschaften 1978/3000 m der Frauen

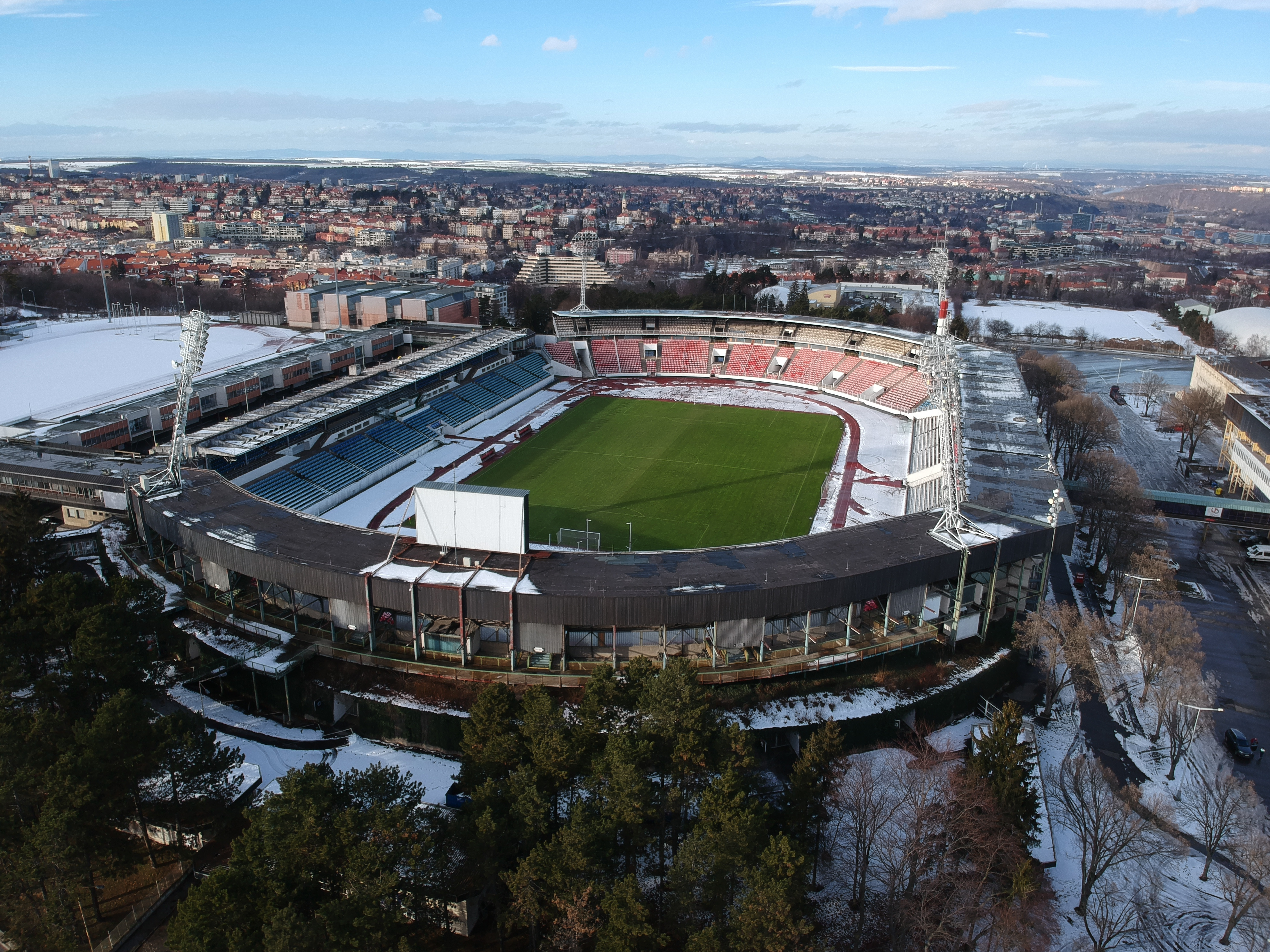
Das Stadion Evžena Rošického von Prag im Jahr 2009

Der 3000-Meter-Lauf der Frauen bei den Leichtathletik-Europameisterschaften 1978 wurde am 29. August 1978 im Stadion Evžena Rošického von Prag ausgetragen.
Europameisterin wurde die sowjetische Läuferin Swetlana Ulmassowa. Sie gewann vor der Rumänin Natalia Mărășescu, frühere Natalia Andrei, die fünf Tage später auch über 1500 Meter den zweiten Platz belegte. Bronze ging an die Norwegerin Grete Waitz, die als Grete Andersen 1974 EM-Dritte über 1500 Meter geworden war.

## Rekorde

### Bestehende Rekorde
| Weltrekord           | 8:27,12 min | Ljudmila Bragina | College Park (Maryland), USA | 7. August 1976    |
| Europarekord         | 8:27,12 min | Ljudmila Bragina | College Park (Maryland), USA | 7. August 1976    |
| Meisterschaftsrekord | 8:55,10 min | Nina Holmén      | EM Rom, Italien              | 2. September 1974 |

### Rekordverbesserung
Die sowjetische Europameisterin Swetlana Ulmassowa verbesserte den bestehenden EM-Rekord im Rennen am 29. August um 21,94 Sekunden auf 8:33,16 min. Zum Welt- und Europarekord fehlten ihr 6,04 Sekunden.

## Durchführung
Wie auch bei den Männern auf der längsten Bahndistanz üblich gab es keine Vorrunde, alle 25 Teilnehmerinnen starteten in einem gemeinsamen Finale.

## Legende
Kurze Übersicht zur Bedeutung der Symbolik – so üblicherweise auch in sonstigen Veröffentlichungen verwendet:
| CR  | Championshiprekord                       |
| DNF | Wettkampf nicht beendet (did not finish) |

## Finale

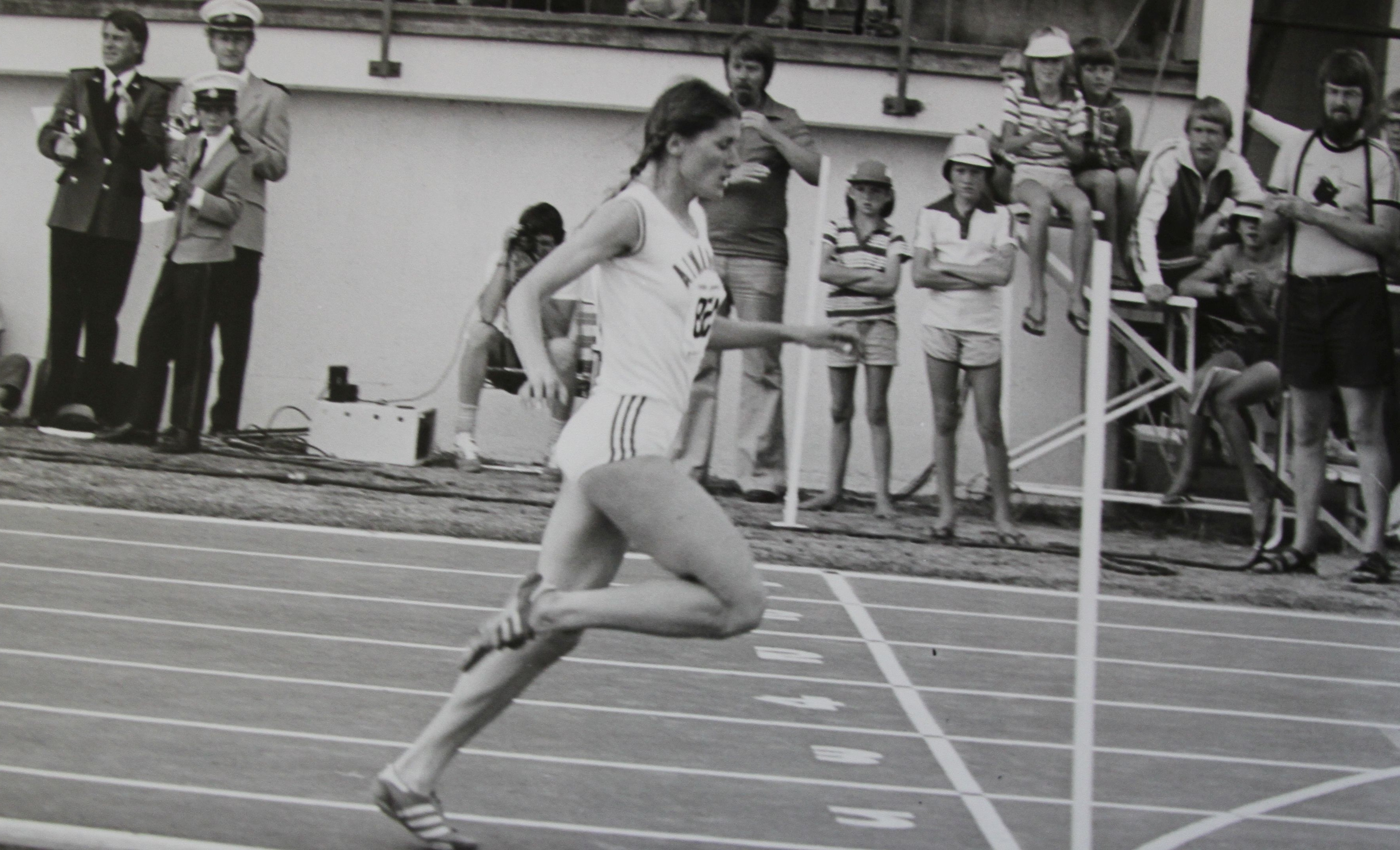
Wie später über 1500 Meter gewann Natalia Mărășescu Silber – im Jahr darauf wurde sie wie Maricica Puică wegen Dopingmissbrauchs gesperrt.

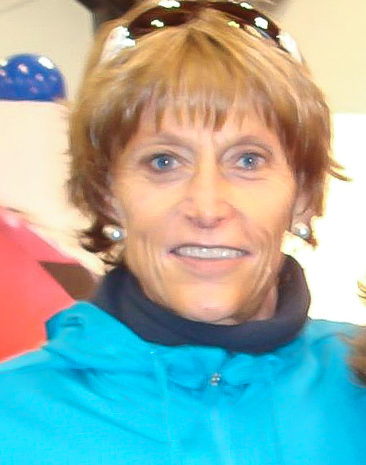
Grete Waitz, unter ihrem Namen Grete Andresen EM-Dritte von 1974, gewann hier Bronze, über 1500 Meter belegte sie fünf Tage später Rang fünf – im weiteren Verlauf ihrer Karriere wurde sie eine Weltklasse-Marathonläuferin

29. August 1978
| Platz | Name                 | Nation           | Zeit (min) |
| ----- | -------------------- | ---------------- | ---------- |
| 1     | Swetlana Ulmassowa   | Sowjetunion      | 8:33,16 CR |
| 2     | Natalia Mărășescu    | Rumänien         | 8:33,53    |
| 3     | Grete Waitz          | Norwegen         | 8:34,33    |
| 4     | Maricica Puică       | Rumänien         | 8:40,94    |
| 5     | Giana Romanowa       | Sowjetunion      | 8:45,74    |
| 6     | Cornelia Bürki       | Schweiz          | 8:46,13    |
| 7     | Raissa Belousowa     | Sowjetunion      | 8:48,73    |
| 8     | Paula Fudge          | Großbritannien   | 8:48,74    |
| 9     | Ann Ford             | Großbritannien   | 8:53,08    |
| 10    | Ingrid Kristiansen   | Norwegen         | 9:02,87    |
| 11    | Magdolna Lázár       | Ungarn           | 9:05,14    |
| 12    | Joëlle De Brouwer    | Frankreich       | 9:05,21    |
| 13    | Glynis Penny         | Großbritannien   | 9:08,9     |
| 14    | Helena Ledvinová     | Tschechoslowakei | 9:10,9     |
| 15    | Mary Purcell         | Irland           | 9:11,9     |
| 16    | Loa Olafsson         | Dänemark         | 9:12,0     |
| 17    | Božena Sudická       | Tschechoslowakei | 9:12,9     |
| 18    | Bernadette Van Roy   | Belgien          | 9:13,9     |
| 19    | Deirdre Nagle        | Irland           | 9:21,9     |
| 20    | Daniele Justin       | Belgien          | 9:24,9     |
| 21    | Carla Beurskens      | Niederlande      | 9:25,5     |
| 22    | Tineke Kluft         | Niederlande      | 9:31,0     |
| 23    | Carmen Valero        | Spanien          | 9:34,0     |
| 24    | Miroslava Margoldová | Tschechoslowakei | 9:36,1     |
| 25    | Connie Olsen         | Dänemark         | 9:40,6     |
| DNF   | Birgit Friedmann     | BR Deutschland   |            |

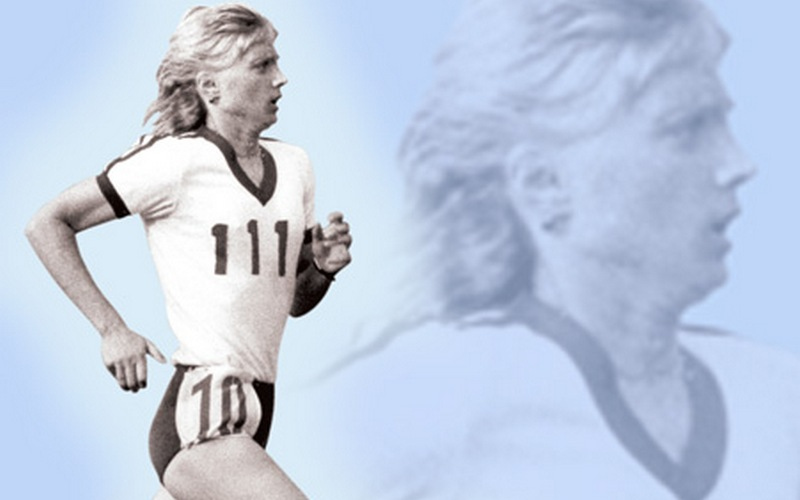
Maricica Puică, fünf Tage später Elfte über 1500 Meter, erreichte Rang vier – im Jahr darauf wurde sie wie auch Natalia Mărășescu wegen Dopingmissbrauchs gesperrt.
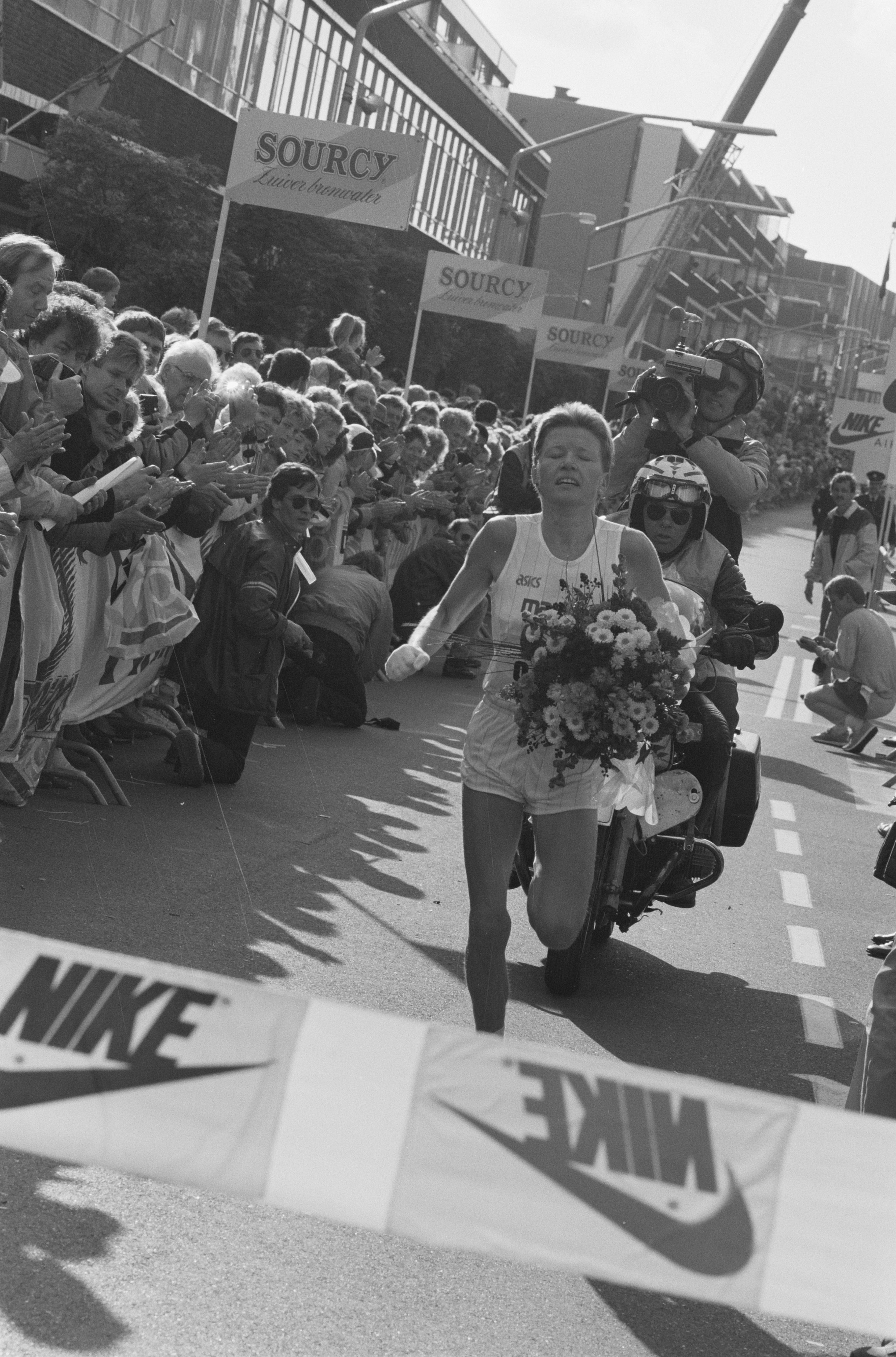
Ingrid Kristiansen kam auf den zehnten Platz – später war sie sehr erfolgreich auf längeren Strecken, unter anderem wurde sie 1987 Weltmeisterin über 10.000 Meter, stellte Weltrekorde über 5000 sowie 10.000 Meter auf und entwickelte sich zu einer Weltklasse-Marathonläuferin
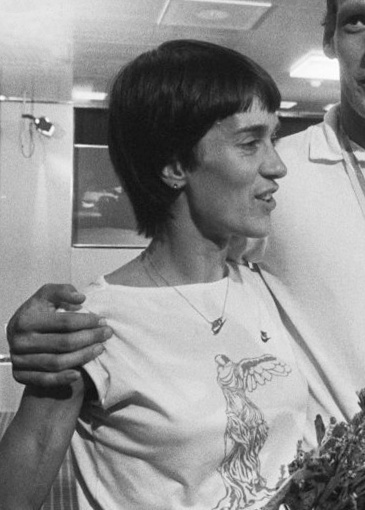
Carla Beurskens belegte Rang 21